# Fraser Milner Casgrain
Pour les articles homonymes, voir Milner.
Fraser Milner Casgrain S.E.N.C.R.L. (FMC) était l’un des principaux cabinets en droit des affaires au Canada. En 2013, FMC a fusionné avec deux bureaux internationaux, Salans (en) et SNR Denton (en), pour devenir Dentons. Avec plus de 520 avocats (175 avocats plaidants), FMC était le cinquième plus grand cabinet au pays et le premier dans l’Ouest canadien. FMC forme un partenariat national entièrement intégré comptant des bureaux à Montréal, à Toronto, à Ottawa, à Edmonton, à Calgary, et à Vancouver.

## Historique
Fraser Milner Casgrain S.E.N.C.R.L. a connu au fil des ans une croissance organique et externe. Deux fusions importantes ont été particulièrement marquantes pour le cabinet, celle de 1998 entre Fraser & Beatty et Milner Fenerty (Calgary) pour former Fraser Milner et celle de 2000 entre Fraser Milner et Byers Casgrain (Montréal) pour former Fraser Milner Casgrain.
- 1839 — John Willoughby Crawford ouvre un cabinet à Toronto (éventuellement Fraser & Beatty).
- 1916 — George Hobson Steer se joint au cabinet Rutherford, Jamieson & Grant, qui devient alors Rutherford, Jamieson, Grant & Steer (éventuellement Milner Fenerty).
- 1920 — Crombie, Worrell & Gwynne, Barristers, Solicitors, Notaries devient Worrell, Gwynne & Beatty, Barristers, Solicitors, Notaries (éventuellement Fraser & Beatty).
- 1921 — Hyndman, Milner & Matheson devient Hyndman, Milner, Matheson, Carr & Dafoe (éventuellement Milner Fenerty).
- 1945 — Milner, Steer, Poirier, Martland & Bowker devient Milner, Steer, Dyde, Poirier, Martland & Bowker (éventuellement Milner Fenerty).
- 1980 — J. Donald Mawhinney et Howard J. Kellough fondent Mawhinney & Kellough, à Vancouver.
- 1989 — La Cour suprême du Canada déclare que les cabinets d’avocats nationaux peuvent maintenant pratiquer à l’échelle du pays. Cette décision est déterminante pour l'intégration de Fraser & Beatty et de Mawhinney & Kellough, puis de Milner Fenerty et Byers Casgrain. Il s’agissait d’ailleurs de l’un des premiers cas à relever de la Charte canadienne des droits et libertés.
- 1990 — Fraser & Beatty, Barristers & Solicitors, dont les bureaux sont situés à Toronto et à Ottawa, s’intègre à Mawhinney & Kellough de Vancouver sous le nom de Fraser & Beatty. La fusion des deux cabinets a été la première au Canada après le jugement de 1989.
- 2000 — Le 6 juin, Fraser Milner, dont les bureaux sont situés à Calgary, à Edmonton, à Toronto, à Ottawa et à Vancouver, fusionne avec le cabinet montréalais Byers Casgrain, pour former Fraser Milner Casgrain[1].
- 2012 — Le 28 novembre 2012, les associés de Fraser Milner Casgrain, ainsi que ceux de Salans et de SNR Denton, ont voté en faveur de la fusion pour devenir Dentons en 2013.

## Champs de compétence
D’après les renseignements de son site Web, le cabinet compte plus de 520 avocats (175 avocats plaidants) exerçant dans les 40 champs de compétence suivants (aussi appelés « groupes de pratique ») : 
- Aviation
- Commerce international
- Communications
- Concurrence et lois antitrust
- Construction et infrastructures]
- Divertissement, sports et médias]
- Droit commercial et droit des sociétés]
- Droit des autochtones
- Droit transfrontalier]
- Emploi et travail
- Énergie
- Environnement
- Exploitation minière
- Fiscalité
- Fusions et acquisitions
- Gestion de patrimoine
- Gouvernance d'entreprise
- Immobilier
- Insolvabilité, faillite et restructuration
- Litige et règlement des différends
  - Mécanismes de règlement extrajudiciaire des différents (RED)
  - Recours collectifs
  - Assurances
  - Responsabilité professionnelle
- Partenariat public-privé
- Placements privés et capital de risque
- Politiques gouvernementales
- Produits forestiers
- Propriété intellectuelle
- Régimes de retraite et autres avantages sociaux
- Renseignements personnels
- Ressources naturelles mondiales et infrastructures
- Santé
- Services financiers
- Technologie
  - Transactions dans le secteur de la technologie
  - Entreprises spécialisées dans le secteur de la technologie et capital de risque
- Transport
- Valeurs mobilières et financement des sociétés

## Membres de renom présents et passés
- David Tsubouchi (ancien ministre progressiste-conservateur de l’Ontario)
- Brian Tobin (ancien ministre libéral du gouvernement du Canada)
- Blair McCreadie (président du Parti progressiste-conservateur de l’Ontario)
- David Smith (sénateur libéral)
- Peter Van Loan (député conservateur du gouvernement du Canada)
- Jean Bazin (sénateur conservateur de 1986 à 1989)
- L’honorable E. Peter Lougheed (premier ministre de l’Alberta de 1971 à 1985)
- Juges : Lloyd Malin, Shauna Miller, Andrea Moen, Ken Nielson, Barbara Conway, Peter Cavanagh, et Denny Thomas
- Cheryl Gibson (médaillée d’argent en natation aux Jeux olympiques de 1976 à Montréal)

## Principales causes et mandats récents
- FMC a conseillé Pogo Producing Co. dans le cadre de la vente de 2 milliards $ US de sa société calgarienne de pétrole et de gaz naturel Northrock Resources Ltd. à Abu Dhabi National Energy Co. (TAQA).
- FMC a représenté l'auteure et l'éditeur canadien des romans d'Harry Potter pour tout ce qui concerne la protection du droit d'auteur et la mise en place d'un embargo, y compris le dépôt d'injonctions visant à protéger le droit d'auteur et la confidentialité de la date de lancement des romans.
- FMC a conseillé la famille Deirdre Molson Stevenson dans le cadre de la fusion entre Molson Inc. et Adolph Coors Co. (montant de la transaction : 7,7 milliards $; l'entreprise formée par la fusion est devenue la cinquième plus grosse brasserie au monde).
- FMC a conseillé des placeurs (Goldman Sachs, Nesbitt Burns et Scotia McLeod) dans le cadre du premier appel à l’épargne transfrontalier, d'un montant de 2,1 milliards $, de la Compagnie des chemins de fer nationaux du Canada (CN).
- FMC a défendu avec succès la Banque Royale du Canada dans le cadre de l'une des plus importantes réclamations en dommages-intérêts au Québec (95 millions $ en capital et intérêts) contre une institution financière (la réclamation a été déposée par une corporation religieuse et portait sur le financement du Marché Central).
- FMC a conseillé un syndicat de crédit finançant pour 1,3 milliard $ l'acquisition du plus important marchand de vins au Canada par une importante multinationale.
- FMC a conseillé des prêteurs et des emprunteurs dans le cadre du financement de transactions internationales aux États-Unis, en Angleterre, en Allemagne, en Écosse, en Israël, en Inde, en Russie et au Mexique.
- FMC a fourni des avis juridiques dans le cadre de l’aménagement d’installations de production et de transport de gaz naturel liquéfié (GNL), d’une valeur de plusieurs milliards de dollars, dans l’État du Qatar, particulièrement pour toutes les questions relatives aux conventions d'achat et de vente, au financement à grande échelle et aux contrats complexes d’ingénierie, d’approvisionnement et de construction.

## Liens utiles
- Site Web en français de Fraser Milner Casgrain S.E.N.C.R.L.
- Site Web en anglais de Fraser Milner Casgrain LLP